# Natura 2000-område nr. 36 Nipgård Sø
Natura 2000-område nr. 36 Nipgård Sø er en naturplan under det fælleseuropæiske Natura 2000-projekt. Planområdet, Nipgård Sø, er et habitatområde, med et samlet areal på ca. 50 ha, der består af 30 ha sø og
20 ha af det omgivende landareal; Området ligger i Silkeborg Kommune.

## Beskrivelse
Nipgård Sø er en uregelmæssigt formet sø, i et landskab med mange dødishuller. Der er kun tilløb
fra drængrøfter, og oplandet til søen er meget lille, men består af
intensivt dyrkede landbrugsarealer. Afløbet er en gravet afvandingskanal,
der oprindeligt blev etableret i forbindelse med en sænkning af vandstanden i søen, og er i lange perioder tørlagt. Det løber til Åresvad Å og videre i Karup Å. Søen, der tidligere har haft
en større udstrækning med højere vandstand, er lavvandet med sandbund og er omkranset af sumpskov, rørsump og græssede enge. Enkelte steder vokser bl.a. dunhammer,
næb-star og kalmus ud over søen.
Søen er udpeget på grund af den veludviklede undervandsvegetation.
På lavt vand forekommer planter som strandbo, søpryd og svømmende sumpskærm, og på dybere vand findes en række langskudsplanter.
Natura 2000-planen er vedtaget i 2011, hvorefter kommunalbestyrelserne
og Naturstyrelsen udarbejdede bindende handleplaner for
gennemførelsen af planen.  Planen videreføres og videreudvikles i senere planperioder.  Natura 2000-planen er koordineret med Vandplan 1.2 Limfjorden.